# والت كروفورد
والت كروفورد (بالإنجليزية: Walt Crawford)‏ هو أمين مكتبة أمريكي، ولد في القرن العشرين.